# Heteragrion obsoletum
Heteragrion obsoletum – gatunek ważki z rodziny Heteragrionidae. Występuje na terenie Ameryki Południowej.